# 超級英雄：武力對決2
《超級英雄：武力對決2》，是一款2017年以DC宇宙為主題的格鬥遊戲。遊戲由NetherRealm Studios開發，並由華納兄弟互動娛樂發行。它是2013年《超級英雄：武力對決》的續作。遊戲在2017年5月PlayStation 4和Xbox One上發行，Microsoft Windows版本則在11月發行。遊戲的擴充版本《超級英雄：武力對決2：傳奇版》於2018年3月在PlayStation 4、 Xbox One、和Microsoft Windows上發行。與前作一樣，遊戲亦可在Android和iOS系統上以手機應用程式的方式遊玩。由湯姆·泰勒創作的同名前傳漫畫也在2017年4月開始出版。
儘管遊戲機制有些許調整，主要的遊戲玩法仍與前作相似。《超級英雄：武力對決2》導入戰利品掉落系統「裝備系統」，用來客製化角色的外觀及修改他們的能力跟增益效果。根據開發者所言，採用RPG遊戲系統的打鬥遊戲的想法在《真人快打系列》的原開發商Midway Games倒閉前早已存在。遊戲總監埃德·波恩也力求將個人化、角色創造、戰利品箱和等級提升等應用於多人射擊遊戲的遊玩機制納入格鬥遊戲之中，所以他們開發了「裝備系統」。
《超級英雄：武力對決2》的劇情聚焦於蝙蝠俠與他率領的反抗軍試圖在超人政權垮台後重建社會。然而，在新成立的超級反派團體「協會」和外星人魔神腦的來襲下，蝙蝠俠被迫考慮釋放被囚禁的超人以協助對抗威脅。遊戲獲得了評論家的正面好評，他們讚賞故事、表現方式、增強的遊戲機制、豐富的遊戲內容和角色客製化選項。但是，他們也批評隨機的戰利品和微交易系統。

## 遊戲玩法

閃電俠和死射在大都會場地上對戰

《超級英雄：武力對決2》是一款玩家可以操控DC宇宙和其他第三方系列作品的角色進行一對一戰鬥的格鬥遊戲。透過操作方向鍵和搭配其他按鍵，玩家可以使出基礎攻擊、必殺技和連招來攻擊和擊暈對手。《超級英雄：武力對決2》保留了許多《超級英雄：武力對決》的元素，例如角色與環境的互動性、場地置換、衝撞及角色的性格特徵。。特徵系統與前作一樣，都是給予角色一個增益效果或能力以完善角色的遊戲風格。遊戲的必殺技計量表允許玩家以消耗計量表能量的方式使用特殊動作或技能，當計量表全滿時則可發動必殺技。特殊動作包括前滾躲避和空中恢復，前者可讓角色免受遠程攻擊的傷害，後者則可使角色儘早脫離連招的滋擾。另外大部分在《超級英雄：武力對決》無法迴避的場地攻擊在《超級英雄：武力對決2》中已經可以格擋，但還是有些攻擊是無法避開的，例如扔車。
遊戲啟用了名為「裝備系統」的戰利品掉落系統，該系統運用了RPG遊戲的機制並且會在每場對戰後連帶經驗值給予玩家具有增益效果的裝備、著色器或能力，而這三種類型的裝備皆可在名為「寶箱」的戰利品箱中獲得。每個可玩的角色都有四個基本數值，分別是力量、防禦、生命值和潛能，最後者會影響特殊攻擊。隨著玩家收集的經驗值越來越多並進一步升級，角色的數值也會隨之增加，玩家也可以裝備上「裝備系統」給予的裝備以增強角色的基本數值，而些裝備可能會包含多個增益效果，同時也可以藉此自定義他們的外觀。如果玩家皆為其角色裝備槽（頭部，軀幹，手臂，雙腿和配件）裝上所有五個單一裝備的話將可獲得額外的金錢，玩家也有兩個用於更改或裝備新能力的能力槽和一個用於更改角色配色的著色器槽。另外每個角色都有五個獨立的裝備槽，玩家可以在每場對戰前更改他們的裝備，除此之外《超級英雄：武力對決2》還設有一個微交易系統。
玩家可以用現實的貨幣購買遊戲中的「來源水晶」，之後再用「來源水晶」來購買角色的外觀或著色器而不需以對戰來獲得它們。另外一旦玩家的其中一隻角色到達20級，「Source Crystals」可以讓其他角色升級到最高級。NetherRealm闡明道「來源水晶」不會為玩家帶來任何遊戲優勢。與前作不同的是，《超級英雄：武力對決2》除了有對戰、線上對決和街機模式外還新增了一個多重宇宙模式，該模式允許玩家穿越DC宇宙的一系列平行宇宙和在其中與敵人對戰，類似於同為NetherRealm製作的《真人快打X》的「生存之塔」模式。
多人線上模式可以禁用「裝備系統」或把所有基本數值降至默認水平，讓對戰更加平衡和有競爭性。除此之外，玩家還可以組成一個人數可達50多名玩家的在線「公會」，公會成員之間可以合作完成每日或每週任務以獲得專屬於公會的裝備和在全球排行榜爭取名次。

### 登場角色
《超級英雄：武力對決2》有28個可玩的角色，包括前作遺留或新增的英雄和反派，並且還有10個角色可於DLC中遊玩。這些DLC分別是包括紅頭罩、俏嬌娃和絕對零度的「角色包1」，內含黑蝠鱝、地獄怪客和雷電的「角色包2」以及由原子俠、魅惑女巫與忍者龜構成的「角色包3」。達克賽德是預購遊戲的獨佔角色，隨後也可從獨立於「角色包」的DLC獲得。
新的可玩角色會用粗體表示，客串角色則是用斜體表示。
- 水行俠
- 阿托希塔斯（英语：Atrocitus）
- 班恩
- 蝙蝠俠
- 黑亞當
- 黑金絲雀
- 黑蝠鱝a
- 藍甲蟲
- 魔神腦
- 冷凍隊長
- 貓女
- 豹女
- 鋼骨
- 達克賽德a[28]
- 死亡射手
- 命運博士
- 火風暴
- 閃電俠
- 大猩猩古魯德
- 綠箭俠
- 綠光戰警
- 哈莉·奎茵
- 地獄怪客a
- 小丑
- 毒藤女
- 雷電（英语：Raiden (Mortal Kombat)）a
- 紅頭罩a
- 羅賓/夜翼
- 稻草人
- 俏嬌娃a
- 絕對零度（英语：Sub-Zero (Mortal Kombat)）a
- 女超人
- 超人
- 沼澤異形
- 神力女超人
- 原子俠a
- 魅惑女巫（英语：Enchantress (DC Comics)）a
- 忍者龜a

有些角色會有特定的外觀，而這些外觀會讓角色變成其他DC漫畫角色，其聲音和對白亦會改變。以下為有特定外觀的角色。此外，在某些情況下也會切換角色的普通技能、特殊技能、必殺技和角色能力。
- 蝙蝠女俠b
- 比扎羅（超人）[31]
- 布魯斯·韋恩 （蝙蝠俠）[32]
- 鋼骸（英语：Grid (comics)）（鋼骨）[33]
- 傑伊·加里克（閃電俠）[33]
- 約翰·史都華（綠光戰警）[32]
- 急凍人（冷凍隊長）[33]
- 超能女孩（超級少女）[32]
- 逆閃電（閃電俠）[32]
- 沙贊b
- 銀女妖（英语：Silver Banshee） b
- 雌狐（豹女）[33]
- 黑閃電 （雷電）^a [34]
- 多重宇宙的蝙蝠女俠b
- 多重宇宙的黑閃電b
- 多重宇宙的冷凍隊長b
- 多重宇宙的綠箭俠b
- 多重宇宙的閃電俠b
- 多重宇宙的女超人（一般和裝甲造型）b
- 多重宇宙的白金絲雀（英语：Sara Lance） b

^a ：於DLC中可玩

b：手機版獨家角色

## 劇情
氪星毀滅之日，一艘骷髏頭外形的神秘太空船將亞果市完全吸收，進而破壞核心導致氪星瀕臨瓦解。氪星女孩卡拉·佐-艾爾身負保護她的幼年堂弟凱-艾爾的使命，兩者坐太空艙離開毀滅的氪星時，卡拉的船不幸被爆炸波及而脫離軌道，讓她進入長達三十年的靜止睡眠狀態，直到被忠於超人的黑亞當營救後帶往坎達克照料。在地球，超人戰敗過去五年，蝙蝠俠和他的盟友們幫忙重建社會秩序時，得知一個由多數超級罪犯組成的新勢力「協會」，在大猩猩古魯德的帶領下準備一舉奪權。由於其他盟友正在應對清除超人政權並緝拿餘黨，蝙蝠俠召來新宇宙的綠箭俠、自己宇宙的黑金絲雀和哈莉·奎茵組成三人小隊，來到協會總部所在的大猩猩市對付敵人。
戰鬥過程中，命運博士突然現身在綠箭俠和黑金絲雀面前，警告說地球將迎來前所未有的危機。古魯德落敗後，毀滅氪星的太空船突然出現在上空，捕獲綠箭俠和黑金絲雀，駕馭船體的魔神腦身為協會的幕後主使，聲言他前來準備抓走超人來完善他所收藏的氪星，同時準備將地球也列入他的收藏裡。魔神腦釋放大量機器軍團沿路襲擊全球各大主要城市，蝙蝠俠發現他建立的全球監控系統「兄弟之眼」被魔神腦入侵，只好著裝並召回所有盟友。貓女身為蝙蝠俠派入大猩猩市的間諜，釋放哈莉後逃出城市。另一方面，閃電俠以及五年來洗心革面而重獲綠燈戒的綠光戰警兩人跟蝙蝠俠會合，綠光戰警來到亞特蘭提斯試圖向水行俠求助，而魔神腦的大軍剛好進攻亞特蘭提斯，才迫使水行俠答應參戰。
黑亞當伴隨著他從天堂島營救出來的神力女超人、以及剛完成訓練當上「女超人」的卡拉，闖入史崔克島試圖釋出超人一起對抗魔神腦。忠於蝙蝠俠的火風暴與藍甲蟲試圖阻止對方劫獄卻接連敗退，直到蝙蝠俠自知己方戰力不足以對抗魔神腦，親自趕到牢獄將超人釋放。曾經敵對過的戰友勉強再次攜手共戰，蝙蝠俠同時立下“不准殺生”的規矩。鋼骨、貓女和哈莉來到高譚市地鐵的蝙蝠洞，相繼打敗隸屬協會的毒藤女、班恩與死亡射手，從魔神腦手中奪回兄弟之眼的控制權，將其用於全球市民的疏散工作。神力女超人來到大都會作戰，然而卻帶頭抵制蝙蝠俠的規矩，險些殺害豹女與哈莉。女超人不接受她的行徑而將負傷的哈莉救走，從她口中得知超人墮落的真相，來到孤獨堡壘向超人證實後，公開違抗他、黑亞當和達米安·韋恩。而這時，魔神腦開始將地球各個主要城市吸收列入收藏中，並在他的船周圍設置堅不可摧的防護罩，讓超人在無法突破的情況下不慎受襲而失聯。
黑亞當與水行俠準備結合永恆之岩與三叉戟來破除防護罩，但古魯德靠洗腦控制住綠箭俠、黑金絲雀和藍甲蟲進行伏擊，兩者擊敗古魯德後將其殺死，隨後破除防護罩而讓蝙蝠俠和女超人進入船體內部。女超人發現她的家鄉亞果市作為魔神腦的收藏品之一，兩人馬上被發現而遭抓獲。倖存的超人趕來協助蝙蝠俠打敗被洗腦的火風暴和沼澤異形，但命運博士被秩序之神操縱，自願成為魔神腦的僕人，即使最後讓命運博士恢復清醒，但魔神腦很快殺死命運博士後參戰。超人和蝙蝠俠聯手擊敗魔神腦，超人親自以精神操縱船體，順勢將所有他收藏的地球城市回歸原位，但由於能力有限而使大都會、海濱市等一部分城市永遠消失。
眾英雄在裁決魔神腦生死的爭論下，再次分化成兩大陣營互相對立：蝙蝠俠、閃電俠、綠光戰警與女超人打算留魔神腦一命，以讓他恢復摧毀的城市；而超人、神力女超人、黑亞當與水行俠則打算殺死魔神腦永絕後患，超人甚至有意想跟船體結合，進而恢復其他城市且獨掌大局。在互不謙讓的情況下，蝙蝠俠使用他事先委託火風暴研製出、能使超人的超能力無效的金氪石，並換上對付超人專用的氪石戰甲，將最後決戰轉移至蝙蝠洞。
遊戲會依玩家在最後一關選擇的角色出現兩種不同的結局：
- 若玩家選擇蝙蝠俠，他會相繼打敗水行俠、黑亞當和神力女超人，乃至跟超人進行最終對決。執迷不悟的超人再次戰敗，蝙蝠俠用金氪石抽光他的超能力，最後用孤獨堡壘的傳送儀將他囚禁至幻影區（英语：Phantom Zone）。蝙蝠俠表示他會做好超人一旦逃出的萬全準備，並自責沒能將超人導回正途，女超人同時決定加入蝙蝠俠率領的正義聯盟攜手並進。[37]
- 若玩家選擇超人，他會相繼打敗綠光戰警、閃電俠和女超人，乃至跟蝙蝠俠進行最終對決。蝙蝠俠戰敗後，超人會重塑他的政權，殺死魔神腦且跟他的船體結合，將剩餘城市恢復原狀。再次一統天下的超人希望女超人能與之聯手，負責帶領自己從魔神腦的無數收藏中組建的外星大軍，同時帶出如今被他以魔神腦技術來洗腦控制住的蝙蝠俠，表示她無論願不願意都會配合。[38]

## 開發
2016年6月8日，NetherRealm Studios和華納兄弟互動娛樂公佈《超級英雄：武力對決2》正在開發的消息。在《超級英雄：武力對決》發行後，NetherRealm Studios希望令它的續作成為一個「讓人意想不到且歷久不衰」的作品，並給予玩家真正的個人體驗。遊戲總監埃德·波恩也致力於將個人化、角色創造、戰利品和等級提升等應用於多人射擊遊戲的遊戲機制加入格鬥遊戲之中。製作人亞當·烏爾巴諾（Adam Urbano）稱早在《真人快打系列》的原開發商Midway Games衰退前，工作室已經有做出採用RPG系統的格鬥遊戲的想法。因為《超級英雄：武力對決》的成功，使得NetherRealm Studios得到華納兄弟和DC漫畫的信任。在開發得到批准後，開發團隊決定將他們的進展概念「Gear System」加進續作中。
為了鼓勵玩家創造自己獨特的遊戲風格和真正投入進遊戲之中，NetherRealm開發了「裝備系統」。布萊恩·古德曼表示開發團隊期望「裝備系統」能同時迎合普通玩家和死忠粉絲的要求，希望普通玩家可以享受多樣化的視覺自定選擇，死忠粉絲則能體味系統提供的不同機制和為每個角色創造新的戰略和戰鬥風格。NetherRealm同時也預卜到遊戲可能會被獲得稀有裝備組的老玩家主宰的潛在問題，為了解決這個問題，開發團隊嘗試使用了多個解決方案，例如為「寶箱」分級。在開發過程中，團隊也為「平衡隊伍」的問題向玩家徵求意見，以設法避免玩家只使用特定的最佳裝備組合進行遊戲。
NetherRealm Studios在《超級英雄：武力對決2》開發期間一直與DC漫畫在包括角色概念化和確定故事方向等方面合作。和《超級英雄：武力對決》一樣，NetherRealm在設計角色時為DC漫畫提供了很多的自由度。首席設計師約翰·愛德華茲（John Edwards）表示他們所有的設計概念都必須通過DC漫畫的審批，但DC漫畫很少駁回他們提出的的概念，這使開發團隊可以創出各式各樣的服裝。「我們是互相尊重的，」 藝術總監史蒂夫·貝蘭（Steve Beran）解釋道：「DC漫畫尊重我們所做的一切，我們亦尊重DC漫畫所創的角色。我們是DC漫畫角色的粉絲，也嘗試真正地尊重他們所創的每一個人物，我想我們在藝術和設計方面所做的一切都會讓死忠玩家喜歡這遊戲。」
《超級英雄：武力對決2》的劇情為承繼前作《超級英雄：武力對決》的故事情節繼續發展，但《超級英雄：武力對決2》不像前作的是它不以多重宇宙的衝突為中心，而是完全發生在平行的反烏托邦宇宙中。《超級英雄：武力對決》的電影效果總監多米尼克·尚喬洛（Dominic Cianciolo）表示前作第一部分的故事為其繼承作的規範打了一個很好的基礎。《超級英雄：武力對決2》的劇本作家要面臨的最大挑戰是要在不能重複寫蝙蝠俠與超人之間的鬥爭的情況下，延續前作故事的描述，這情況使得魔神腦變成蝙蝠俠的重要敵人，原因是DC宇宙中幾乎沒有角色能居於超人之上與蝙蝠俠為敵。另外《超級英雄：武力對決2》也是系列中第一個採用多重結局的作品。
古德曼表示與前作相同的是可玩角色由NetherRealm Studios與合作的DC漫畫共同商議。 開發者在登場角色選擇過程中考慮了角色的故事、個性、能力、人氣、故事中的戲分與其他角色間的關係。 遊戲總監埃德·波恩表示《超級英雄：武力對決2》登場角色包括相較冷門的角色，因為前作登場了大多數DC漫畫中最知名的角色。他取笑了藉由DLC推出第三勢力角色的可能性（該作法曾在《真人快打X》中廣受好評），最終推出了囊括黑馬漫畫出版的地獄怪客和尼克兒童頻道旗下的忍者龜DLC。由於魔蠍在前作登場帶來的成功，該角色是當時最多玩家下載的DLC角色，波恩也對NetherRealm讓其他真人快打角色已DLC登場的可能感到很有興趣，便推出了絕對零度和雷電的DLC。 跟魔蠍一樣，漫畫家吉姆·李也替絕對零度和雷電設計了全新的服裝。
角色的臉部動畫以傳統的攝影測量法臉部掃描器建構，並運用44架50毫米固定鏡頭的數位單眼相機拍攝。 角色藝術指導布倫丹·喬治（Brendan George）表示為了建構單一角色就捕捉了16種表情，16個掃描器在工作站花費了2到3天處理影像。 新型掃描器掃描的資料讓藝術家能夠作出更進階的臉部操縱。所有的動態捕捉都在位於芝加哥的NetherRealm Studios室內進行。 資深電影技術藝術家安迪·塞尼薩克（Andy Senesac）表示動畫團隊在動態捕捉拍攝上使用4架頭戴式照相機，每一台皆能根據演員頭型切換4毫米、5毫米或是廣角鏡頭。 之後動態捕捉畫面再以手繪方式作最後修改。
《超級英雄：武力對決2》的連線設施使用了和先前《真人快打X》及其「XL」更新版一樣的回滾式網路編碼。
2017年1月19日，NetherRealm Studios宣佈推出《超級英雄：武力對決2》的PS4和Xbox One版本的在線多人Beta版，其後該版本於1月24日開始公測，持續至2月21日。遊戲的原聲帶主要由克里斯托弗·德雷克譜寫，另有理查德·卡爾（Richard Carle）、丹·福爾登和Dynamedion協助製作。《超級英雄：武力對決2》採用了《真人快打X》的遊戲引擎（虛幻引擎3），手機版則採納虛幻引擎4。

## 發行

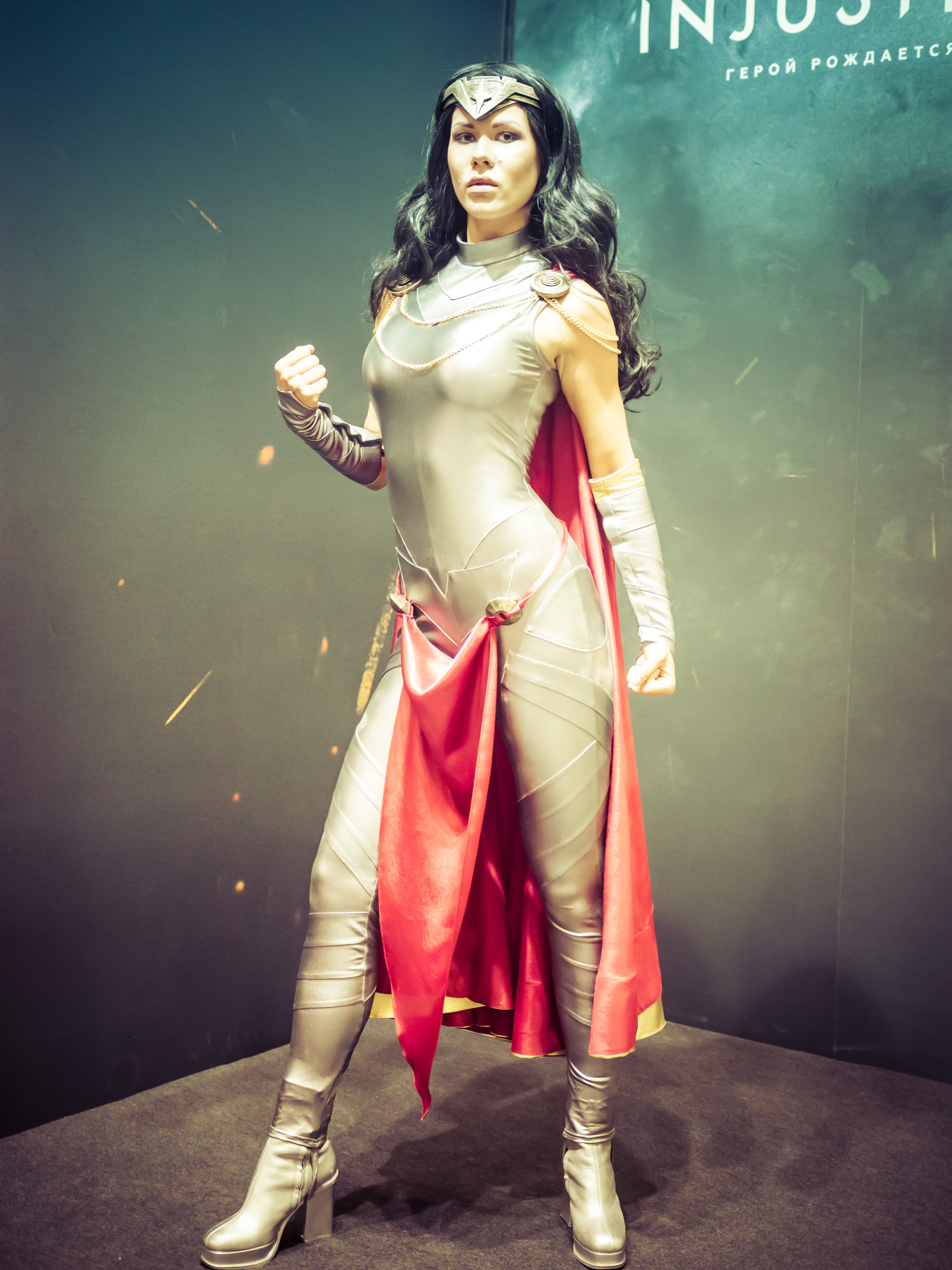
《超級英雄：武力對決 2》在2016年IgroMir遊戲展的宣傳

《超級英雄：武力對決 2》的PlayStation 4和Xbox One版本於2017年5月16日在北美發行，隔天則在澳洲發行，兩天後再在英國公開發售。除了標準版本外，遊戲還有「豪華版」和「終極版」可供購買；而不同版本的封面角色也不尽相同。前者包含三個DLC角色、超能女孩的外觀和版本獨有的著色器包，後者則包含九個DLC角色、三個角色的外觀（逆閃電、約翰·史都華、超能女孩）和兩個版本獨有的著色器包。另外，預購遊戲的玩家會獲得其中一個DLC角色——達克賽德。
2017年5月8日，華納兄弟互動娛樂宣佈舉行一個名叫「《超級英雄：武力對決2》冠軍系列賽」的全球電子競技計劃 ，北美、歐洲和拉丁美洲的業餘或職業玩家將有機會在一系列賽事中平分60萬美元獎金池的獎金。這些賽事包括國際性的「《超級英雄：武力對決2》職業聯賽」、北美地區的「GameStop家鄉英雄賽」、歐洲地區的「往職業之路聯賽」和阿根廷、智利、墨西哥與祕魯的「拉丁美洲聯賽」，每個地區的冠軍會獲得晉級到「ELEAGUE《超級英雄：武力對決2》冠軍系列賽」總決賽的資格，決賽的獎金池共有25萬美元。 決賽於10月21日至11月10日在亞特蘭大舉行，並透過ELEAGUE官網、Twitch和YouTube在全球直播，比賽也會在美國的TBS頻道現場直播。2018年4月10日，NetherRealm宣布將會展開「職業聯賽」第2賽季。2017年10月24日，華納兄弟宣布由先前High Voltage Software手中接手開發《真人快打X》PC版本的QLOC公司研發的微軟版預定於2017年發行，Beta版則於10月25日發行。 然而，Beta版因不明原因延後，最後於11月6日至11月11日期間發行。微軟版在2017年11月14日發行。另外，遊戲總監埃德·布恩也討論過在任天堂發行的可能性。

### 手機版
和前作一樣，《超級英雄：武力對決2》亦有其免費的Android和iOS手機應用程式版，發行日期為北美地區主機版開賣的五天（5月11日）前，而在早前的2017年2月，該App已經於菲律賓的App Store非正式發表。《超級英雄：武力對決2》的App版保留了前作的幾個遊戲機制，包括以滑動手指為主的操控方式，收集角色卡片和三對三的戰鬥，但與此同時也對遊戲的整體公式進行了各種改變，例如玩家可以在戰鬥過程中更自由地進行移動和使用跳躍和蹲伏攻擊。App版也和前代一樣有體力制。然而角色們並未擁有各自的體力值，僅保有玩家帳號的一條體力值。玩家帳號的體力值會在對戰過後消耗。玩家在開戰時要消耗的體力值也比前作更高。每一天玩家登錄進遊戲時都會獲得登錄獎金，每日目標也會更新，而兩者（後者必須完成目標）都會提供經驗和錢幣。當解鎖成就時，玩家會得到高級寶石和用於解鎖或升級角色的「英雄碎片」。《超級英雄：武力對決 2》的手機應用程式版也有類似於主機版的遊戲機制，例如能力和裝備的升級。另外，該應用程式附有故事模式，並將在後續更新中逐章發布。根據Google Play統計，應用程式的安卓版本自從發行後已經累積至少1000萬次下載。

### 追加下載內容
埃德·波恩表示NetherRealm Studios計劃用比前作更「進取的態度」去製作《超級英雄：武力對決2》的DLC。「我們其中一件一直在做的，就是為每一個遊戲做更多更多的事，以令它們的人氣能維持更長的一段時間，」波恩如此說道。「《真人快打》有四個DLC角色，《超級英雄：武力對決》有六個，《真人快打X》則有八個，而《超級英雄：武力對決2》亦會沿用這種模式。」在2017年5月5日，NetherRealm Studios公布包含紅頭罩、俏嬌娃和真人快打系列的絕對零度的「角色包1」。
這三名角色依序於2017年6月13日、7月11日及8月8日釋出。 NetherRealm Studios於2017年8月23日在Gamescom公布囊括黑蝠鱝、真人快打系列的雷電、和黑馬漫畫的地獄怪客的「角色包2」。黑蝠鱝在2017年9月12日釋出，雷電在10月3日與黑閃電的特定外觀一同釋出。地獄怪客則於11月14日釋出。 CW電視網的紀錄影集《追逐獎盃：超級英雄：武力對決2》於2017年10月3日邁入最終章時，官方宣布原子俠將是下一個登場的DLC角色。 2017年11月11日，官方在ELEAGUE舉辦的「《超級英雄：武力對決2》冠軍系列賽」決賽之際公布了「角色包3」，該「角色包」包含了原子俠、魅惑女巫和《忍者龜》中的四位主角李奧納多、多納太羅、米開朗基羅及拉斐爾。 原子俠、魅惑女巫和忍者龜分別於2017年12月12日、2018年1月9日和2018年2月13日釋出。 玩家可以在四名忍者龜中任意選擇操控，並用「裝備系統」在他們的四種武器（武士刀、棒、雙節棍和雙釵）中擇一裝備和交換四個角色的特殊技能。 「裝備系統」的設定在競賽和線上對決模式中無法使用，玩家只能透過角色選擇螢幕選擇忍者龜們。 NetherRealm先前考慮開發以前作角色為主的「角色包0」，它包括阿瑞斯、蝙蝠女、毀滅日和沙贊。然而，這個想法並未實踐。

### 相關媒體
在2016年7月22日的聖地牙哥國際漫畫展期間，埃德·波恩公佈NetherRealm Studios將會發行一個詳細介紹遊戲事件背景的數位漫畫系列，該系列的故事會由曾經為與《超級英雄：武力對決》搭賣的漫畫書撰寫故事的湯姆·泰勒撰寫，而布魯諾·雷東多（Bruno Redondo）則是其首席漫畫家，另有胡安·阿爾巴蘭（Juan Albarran）、丹尼爾·森佩雷（Daniel Sempere）和麥克·米勒（Mike Miller）協助繪畫插圖。漫畫在2017年4月11日開始每週於各大數位漫畫平台連載，包括Google Play Books、ComiXology和DC漫畫的自家手機應用程式，而期刊則在2017年5月3日開始販售。

### 傳奇版
華納兄弟互動娛樂在2018年2月28日宣布將發行《超級英雄：武力對決2》的「傳奇版」。與《超級英雄：武力對決》的「終極版」類似，「傳奇版」包括了所有《超級英雄：武力對決2》先前釋出的所有可下載内容。 傳奇版也導入了新的功能，像是教學模式「學習中心」、新的裝備及提升角色的等級上限。 此外，預購「傳奇版」的「首日版」的玩家們會收到一枚收藏幣、紀念鐵盒、一張「漫畫獨家下載鐵卡」和11000個「來源水晶」。「傳奇版」於2018年3月27日在PlayStation 4、Xbox One和Microsoft Windows上發行。

### 對決太空超人
遊戲於2018年4月26日宣布和美泰兒旗下的《太空超人》推出合作漫畫，故事緊接著遊戲中的超人結局。該漫畫共有6期，從2018年7月18日連載至2019年1月2日。

## 反應
根據Metacritic報導，《超級英雄：武力對決2》獲得業界的大致好評。評論家們多稱讚《超級英雄：武力對決2》的故事和敘事。的衛斯理·英-普爾（Wesley Yin-Poole）讚揚遊戲的故事和視覺效果，稱與前作相比，《超級英雄：武力對決2》更「有聲有色」和踏出「重大的一步」。英-普爾也在技術層面上讚許其故事模式、動作捕捉、編舞和角色面部的動畫。Destructoid的尼克·巴爾德斯（Nick Valdez）與前者也有類似的觀點，稱遊戲的視覺效果在前作《超級英雄：武力對決》之上。他同時還讚許改進過的遊戲寫作風格和「更具吸引力的敘事」。Game Revolution的詹姆斯·科贊奈提斯（James Kozanitis）表示遊戲的視覺效果「無疑地相當令人驚愕」並且「為格鬥遊戲設立了新的門檻」然而，他則痛批對戰模式的故事並替遊戲貼上了「敘述糟糕」和「做作」的標籤。
評論家們還稱讚《超級英雄：武力對決2》改進了其遊戲機制和豐富的遊戲內容。 《Game Informer》的安德魯·雷納（Andrew Reiner）讚美遊戲角色的移動速度變得更快和增加了前滾躲避和空中恢復的功能，並表示「感覺到遊戲整體變得更加嚴格」和「提供了更高水平的策略性」。The Games Machine的丹尼洛·德拉法納（Danilo Dellafrana）表示：「格鬥系統的些微改變提升的遊玩方式」。IGN的達里·赫斯基（Darry Huskey）也有同樣的觀點，他認為《超級英雄：武力對決2》保留了其前作的優勢，並做出了明智的改變和在其中取得了很好的平衡。赫斯基還贊許遊戲擁有「令人難以置信的內容份量」，並稱它可能是所有單人格鬥遊戲中擁有最多故事內容的遊戲。雷納也讚賞遊戲的內容份量，認可「它的允長且以故事為主題的對戰……優秀的格鬥體驗和幾乎無盡的戰利品」。英-普爾在評論中寫道 NetherRealm Studios「再次證明了它是老遊戲業界中的霸主」。
儘管「裝備系統」提供的客製化選擇獲得了好評，評論家們卻對從戰利品中獲得的隨機、非想要的裝備和遊戲的微交易系統感到失望。 GameSpot的彼得·布朗（Peter Brown）覺得蒐集裝備和為角色配戴裝備的過程令人愉悅，並表示：「觀賞角色的經典造型變得新穎且獨特，看著他們的數值透過升級和配戴裝備成長給予你一種遠超越成就和財產的自我滿足感。」 另一方面，布朗批評「裝備系統」的金錢花費，尤其是「來源水晶」。他表示花費金錢似乎成為玩家們能全盤掌握他們存貨的「必要之惡」。 Kotaku的麥克·法希（Mike Fahey）表示對角色的客製化功能「相當令人滿足」。然而，他覺得「裝備系統」很「複雜」並且批評獲得想要的服裝和裝備的隨機性，他說道：「有時候隨機掉落的東西真的很糟。」 VideoGamer.com的愛麗絲·貝爾（Alice Bell）也表達微交易和戰利品系統「不必要地複雜」，玩家得需要了解數種不同的交易貨幣。 相對地，Polygon的麥可·麥克賀特（Michael McWhertor）表示操作介面「簡洁」，喜愛管理和銷售各角色裝備的簡易性。

### 銷售
《超級英雄：武力對決2》在其發行首週便進佔英國跨平台實體銷售榜的首兩位，第一位是PS4版，第二位則是Xbox One版。這是繼2015年4月的《真人快打X》後再有格鬥遊戲成為首位。與前作《超級英雄：武力對決》相比，《超級英雄：武力對決2》的首週銷售比前者多大約三分之一。同樣地，《超級英雄：武力對決2》於銷售前兩周在澳洲和紐西蘭是各平台最暢銷的遊戲，也是美國2017年5月最賣座的遊戲。 
遊戲在成為PlayStation Store2017年5月最多人下載的PlayStation 4遊戲，達克賽德是第三多人下載的DLC。 遊戲的「終極版」和「角色包1」兩者皆進入2017年6月前十名下載遊戲榜單中，「角色包2」也在三個月後進入前十名。 《超級英雄：武力對決2》在在五月底成為2017年最暢銷的遊戲。時代華納宣布遊戲為「2017年第二季銷售量最高的電子遊戲」，在發行的前三周賣出了大約150萬份。

### 獎項
2016年6月，《超級英雄：武力對決2》奪得游戏评论家奖、IGN、《Game Informer》和GamesRadar頒發的「E3 2016最佳格鬥遊戲」。遊戲贏得2017年遊戲大獎、IGN 和 Game Informer 頒發的「2017年最佳格鬥遊戲」。 遊戲也獲 IGN 提名「最佳 Xbox One 遊戲」及「最佳觀眾遊戲」。遊戲也於2017年 Ping 大獎提名「最佳國際遊戲」， Destructoid 的「2017年年度遊戲獎」提名最佳「Xbox One 遊戲」。此外，遊戲也在金搖桿獎上提名「最佳多人遊戲」和「年度工作室」（NetherRealm）。遊戲在「2017年《Game Informer》讀者選擇最佳遊戲獎」榮獲「最佳格鬥遊戲」的第一名、「最佳多人競技遊戲」的第三名和「年度遊戲」的第五名。《電子遊戲月刊》把遊戲列為2017年最佳的二十五個遊戲列表的第十一位，GamesRadar+則是將它遊戲列為2017年最佳的二十五個遊戲列表的第二十三位。 遊戲也遭提名「聲音設計傑出成就獎」及榮獲D.I.C.E.大獎的「年度格鬥遊戲」。 它也受到第十七屆年度國家電子遊戲行業研究院獎提名「年度格鬥系列電玩」。

## 註解
1. ↑  Windows版由QLOC開發。
2. ↑  格外的配樂由理查·卡爾、丹·佛登和Dynamedion（英语：Dynamedion）共同譜曲。[1][2]

## 外部連結
- 官方网站